# رينيه دوريا
رينيه دوريا (بالفرنسية: Renée Doria)‏ هي مغنية ومغنية أوبرا فرنسية، ولدت في 13 فبراير 1921 في بيربينيا في فرنسا.

## وصلات خارجية
- رينيه دوريا على موقع ميوزك برينز (الإنجليزية)
- رينيه دوريا على موقع ديسكوغز (الإنجليزية)